# Космос-143
Космос-143 је један од преко 2400 совјетских вјештачких сателита лансираних у оквиру програма Космос.
Космос-143 је лансиран са космодрома Тјуратам, Бајконур, СССР, 27. фебруара 1967. Ракета-носач Р-7 Семјорка (рус. Семёрка) (8К71, НАТО ознака SS-6 Sapwood) са додатим степеном је поставила сателит у орбиту око планете Земље. Маса сателита при лансирању је износила 1730 килограма. Космос-143 је био осматрачки сателит.